# Aleutský okres
Aleutský okres (rusky Алеу́тский райо́н) je součást Kamčatského kraje Ruské federace. Jeho území zahrnuje Komandorské ostrovy, z nichž dva větší jsou Beringův ostrov a ostrov Mednyj. Rozloha okresu činí 1580 km2, počet obyvatel v roce 2023 byl 624. V důsledku těžkých životních podmínek se však stále snižuje, . Zhruba rovnoměrně jsou zastoupeni občané ruské a aleutské národnosti. Správním střediskem a jediným obydleným sídlem je vesnice Nikolskoje. Předsedkyní místní dumy je bývalá generální ředitelka Aleutského Rybokombinátu Světlana Vasiljevna Arnacká (nezávislá kandidátka), která post získala ve volbách konaných 10. října 2010, když porazila dosavadní politickou hlavu okresů Nikolaje Izvěkova (nominant Jednotného Ruska). Svůj mandát obhájila i v letech 2015 a 2022, v posledních volbách však oficiálně kandidovala do jiného úřadu, jelikož v roce 2020 došlo vzhledem ke 100% překryvu obyvatelstva ke sloučení funkcí politické hlavy Nikolskoje a Aleutského okresu. 

## Historie
Komandorské ostrovy jako strategické území na samém okraji impéria s velkým ekonomickým významem (lov vzácných kožešin) byly roku 1888 vyhlášeny samostatným okruhem Přímořského kraje, roku 1926 byl založen Aleutský sovět a roku 1932 přejmenován na Aleutský rajón.

## Symboly
Od prosince 2008 má Aleutský rajón svoji vlajku. Je bleděmodrá a jsou na ní žlutě vyobrazeni tuleň a aleutský lovec v kajaku s harpunou a tradiční dřevěnou čepicí do deště. Od poloviny žerďové části k pravému hornímu rohu vybíhá bílý trojúhelník s větrnou růžicí, odkazující na přezdívku Komandorských ostrovů jako „země mlhy a větru“. Okres má také znak, který je stejné podoby jako vlajka.